# Fort Mariensiel

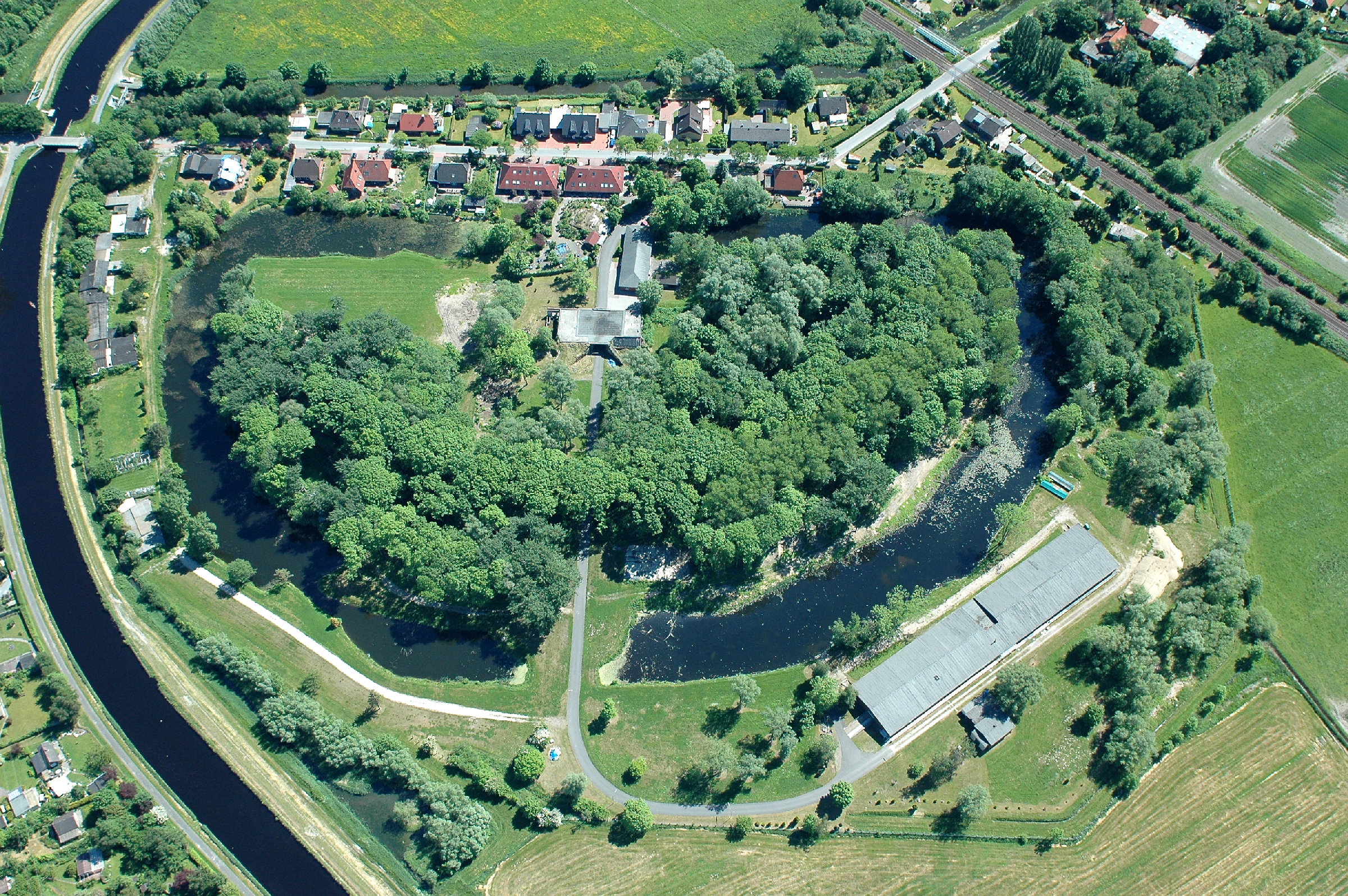
Das Fort Mariensiel und der Ems-Jade-Kanal, Blickrichtung von West nach Ost. Der zu schützende Hafen liegt östlich, hier also oberhalb des Bilds.

Das Fort Mariensiel (Fort III) war als Bestandteil des Festungsplans Wilhelmshaven ein Fort zum Schutz des preußischen Kriegshafens in Wilhelmshaven. Es liegt in Mariensiel in der Gemeinde Sande knapp außerhalb Wilhelmshavens in der Nähe der Maade und des Ems-Jade-Kanals. 

## Geschichte

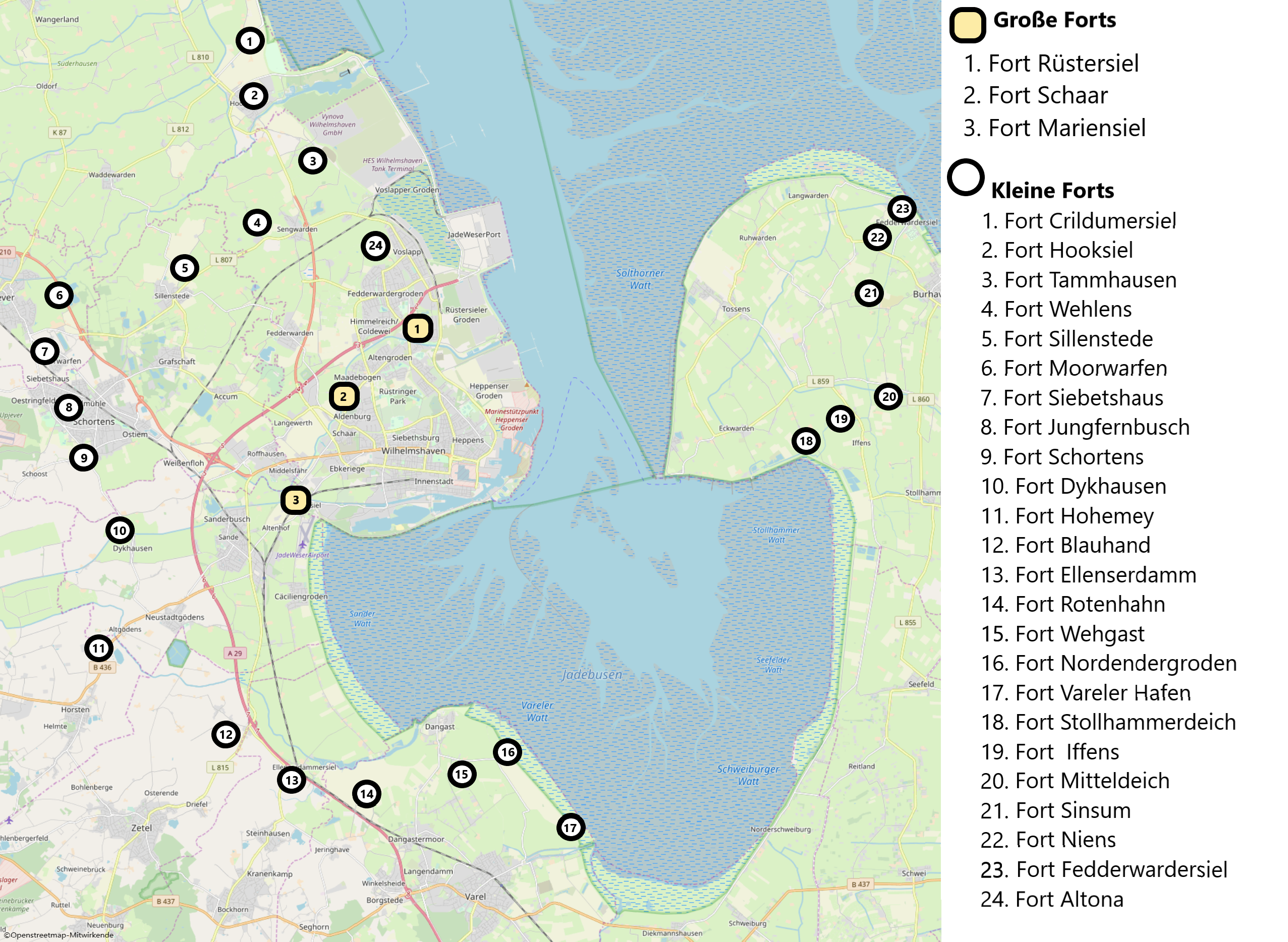
Position der Forts zum Schutz Wilhelmshavens

Die Maadeforts Rüstersiel, Mariensiel und Schaar wurden am 4. August 1876 in der Wilhelmshavener Zeitung ausgeschrieben. Die Bauarbeiten waren 1880 abgeschlossen. Durch eine neu gebaute Umfangstraße war Fort Mariensiel mit den Forts Schaar und Rüstersiel verbunden, sie war mit Feldbahngleisen ausgestattet. Ihr Verlauf entsprach dem der heutigen Straßen An der Vogelwarte, Dodoweg und Kurt-Schumacher-Straße. Im Ersten Weltkrieg befand sich nordwestlich der Anlage die Flakbatterie Roffhausen. Südlich bestand die Flakbatterie Sande und östlich die Flakbatterie Munitionshof.

## Bewaffnung
Das Fort Mariensiel war zu Beginn mit zehn 15-cm-Kanonen (L/22) ausgestattet. Hinzu kamen acht 12-cm-Kanonen.